# Emanuel Mayers
Pour les articles homonymes, voir Mayers.
Emanuel C. Mayers (né le 9 mars 1989 à Lakewood, comté d'Ocean, aux États-Unis) est un athlète trinidadien, spécialiste du 400 m haies.
Son meilleur temps est de 49 s 65, obtenu à Oxford le 10 avril 2010. Il est étudiant à l'université d'État du Mississippi. Il remporte deux médailles d'or lors des Championnats d'Amérique centrale et des Caraïbes d'athlétisme 2013 à Morelia.